# 가와사키 닌자 ZX-9R
가와사키 닌자 ZX-9R(영어: Kawasaki Ninja ZX-9R)은 가와사키 중공업에서 1994년부터 2003년까지 생산했던 스포츠 바이크이다.

## 같이 보기
- 가와사키 닌자